# پیمان سرلک
پیمان سرلک (زاده ۳۰ مرداد ۱۳۷۰) یک بازیکن فوتسال اهل ایران است. پیمان سرلک بازیکن فوتسال و دومین نجات یافته هواپیمایی اوکراین استتنها لژیونر ایرانی حاصر در لیگ انگلیس به‌شمار می‌آید که در ابتدا به پیرمنگام و سپس به تیم منچستر پیوسته است.

## سوابق و فعالیت‌های ورزشی
پیمان سرلک بازیکن سابق تیم‌های میثاق تهران و مقامت قرچک که چند سالی را راهی لیگ‌های اروپایی شده پس از یک فصل حضور در لیگ فرانسه شهریور ماه امسال وارد لیگ انگلیس و باشگاه بیرمنگام شد اما در نهایت با درخشش خود موفق شد راهی تیم قدرتمند منچستر شود.
سرلک تا کنون با درخشش در لیگ انگلیس توانسته گلزنی نیز بکند و در اولین بازی رسمی خود برای منچستر موفق به زدن گل و یک پاس گل شد.

## دومین نجات یافته حادثهپرواز شماره ۷۵۲ هواپیمایی بین‌المللی اوکراین
صبح چهارشنبه (۱۸ دی ماه) یک فروند بوئینگ ۷۳۷ متعلق به شرکت هواپیمایی اوکراین اندکی پس از برخاستن به دلیل شلیک دو موشک توسط سپاه سقوط کرد.  سرلک یکی از افراد بود که با کنسلی بلیط خود از حادثه نجات یافت. 